# Кърт (сериал)
„Кърт“ (на английски: Moley) е британски компютърно анимиран сериал, режисиран от Леон Джусен и е продуциран от Тони Нотидж за „Нотидж Продъкшънс“, и е базиран на историите, написани от Джеймс Рийтчлус. Премиерата на сериала се излъчва на 4 октомври 2021 г. по „Бумеранг“.

## Актьорски състав
- Уоруик Дейвис – Кърт
- Джесика Хенуик – Доти
- Джема Атертън – Мона Лиза
- Стенли Тучи – МишМош
- Того Игава – Мистичната къртица
- Ричард Е. Грант – Градинарят
- Бриджита Никас – Скуирм
- Тревър Дион Никълъс – Лестър

## В България
В България сериалът се излъчва по локалната версия на Бумеранг с нахсинхронен дублаж.
| Роля          | Изпълнител                                                                                |
| ------------- | ----------------------------------------------------------------------------------------- |
| Кърт          | Георги Спасов (в първи до осми епизод) Марио Иванов (от девет до петдесет и втори епизод) |
| Доти          | Татяна Етимова                                                                            |
| Мишмош        | Радослав Рачев                                                                            |
| Градинарят    | Росен Пенчев                                                                              |
| Сеньора Мария | Ася Рачева                                                                                |
| Мис Петуния   | Михаела Тюлева                                                                            |
| Мона Лиза     | Татяна Захова                                                                             |
| Други гласове | Сотир Мелев                                                                               |

| Обработка           | студио „Про Филмс“  |
| ------------------- | ------------------- |
| Режисьор на дублажа | Евгения Ангелова    |
| Преводач            | Цветелина Атанасова |